# 小轮车

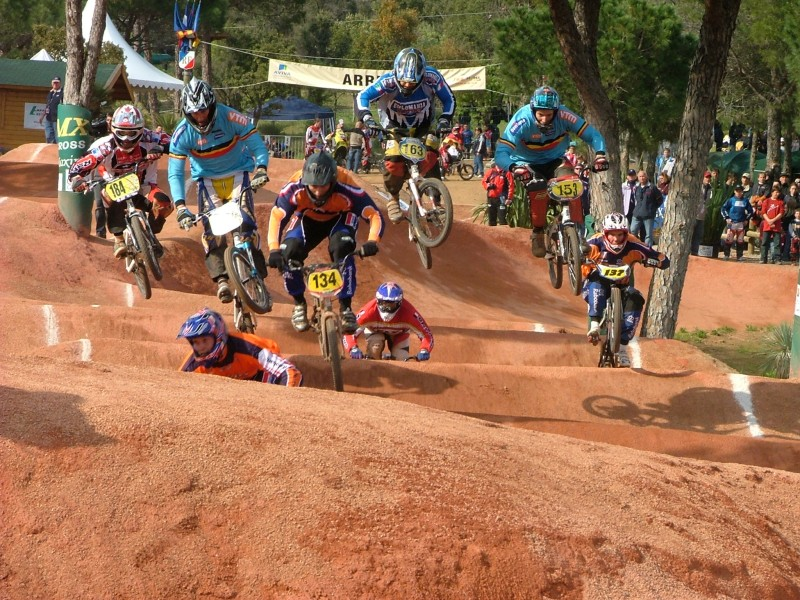
越野單车竞速赛。2005年4月23日，法国圣马克西姆，2005年欧洲越野單车锦标赛第一轮。

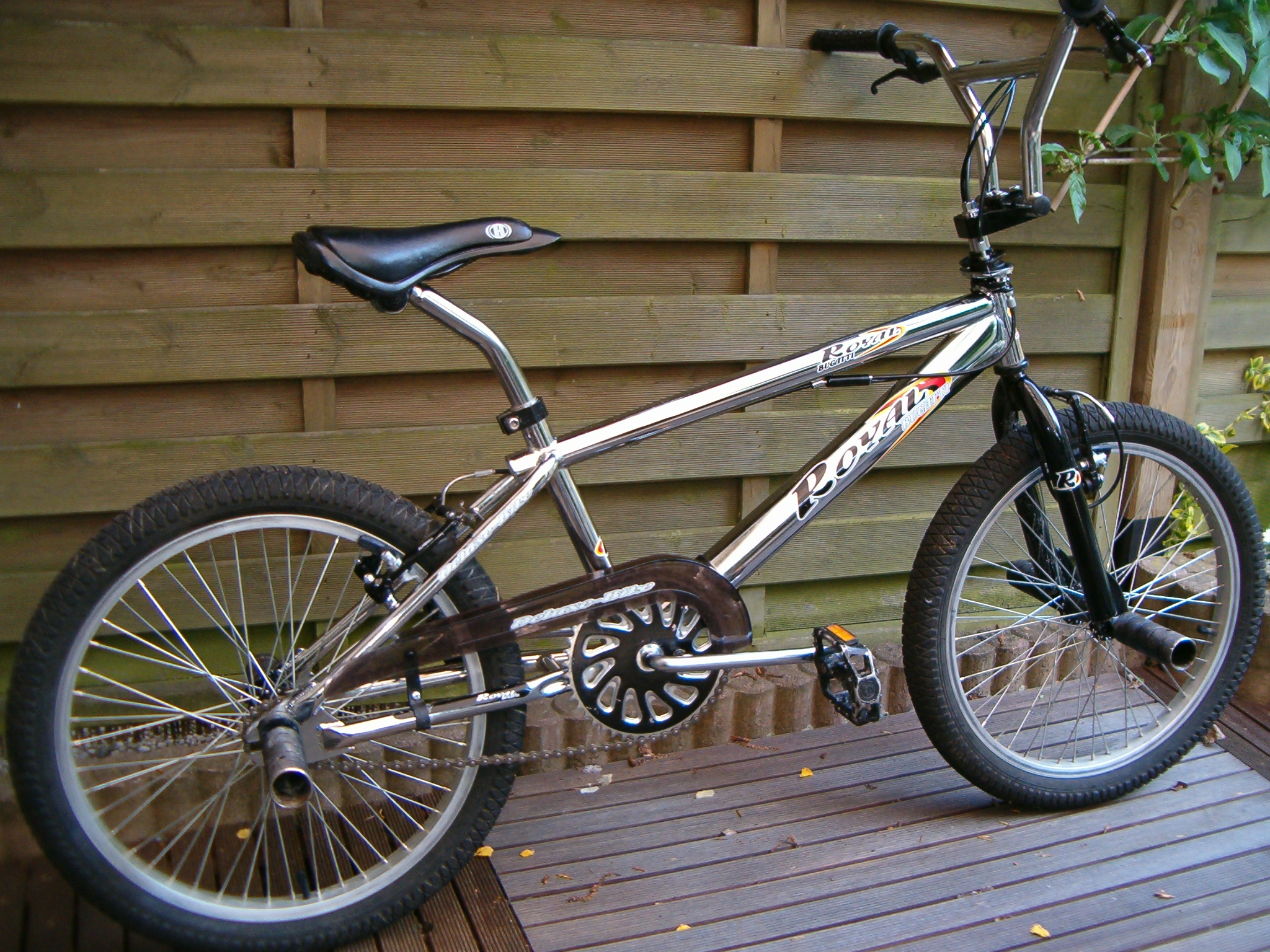
一辆自由式小轮车

小轮车（英語：bike motocross，縮寫BMX）是一种车轮直径为20英寸的自行车，小轮车比赛分为在泥地赛道上的小轮车竞速赛和以技巧为主的自由式小轮车比赛。
自由式小轮车包括5个不同的类型，分别是：街道、公园、U型道、泥地以及平地。不同的地形对自行车的技术要求也不相同。
竞速小轮车与自由式小轮车有着显著的不同。自由式小轮车通常使用U型车闸，而竞速小轮车通常使用V型车闸，仅为竞速赛车在高速前进时需要保持稳定性。自由式小轮车的轴距更短以允许其更快的转弯。
最近，小轮车运动的管理组织——国际自行车联盟开始赞助世界小轮车锦标赛。在2008年北京奥运会上，小轮车竞速赛首次成为奥运会正式比赛项目。

## 历史
1970年代，美国加利福尼亚州的孩子们骑着普通的自行车，在特意建造的越野跑道上行驶，并模仿他们所崇拜的越野摩托车手。越野單车运动便起源于此。拍摄于1971年的一部讲述摩托车竞速赛的纪录片《On Any Sunday》开场镜头便是一群骑着Schwinn公司的20吋Stringrays自行车的孩子们在越野飞驰。这部影片就是为了在全美鼓励这一运动而拍摄的。1970年代中期，厂家开始为这种运动设计生产专门的自行车。
1977年，专门为日益壮大的小轮车运动而设立的美國越野單車協會成立。1981年4月，国际小轮车联盟成立，并于次年举办了首次世界锦标赛。从1993年1月开始，小轮车运动正式进入国际自行车联盟。
如今，小轮车已经成为美国一年一度的夏季极限运动大赛的主要项目之一。2008年的北京奥运会中，小轮车更是成为了正式比赛项目之一(亦為最先進入奧運的極限運動項目亦為較創新的項目，其他奧運項目由來已久)。